# Minh An (phường)
Minh An là một phường thuộc thành phố Hội An, tỉnh Quảng Nam, Việt Nam.

## Địa lý
Phường Minh An nằm ở trung tâm thành phố Hội An, có vị trí địa lý:
- Phía bắc giáp phường Sơn Phong và phường Cẩm Phô
- Phía nam giáp phường Cẩm Nam và xã Cẩm Kim
- Phía tây giáp phường Cẩm Phô
- Phía đông giáp phường Sơn Phong.

Phường Minh An có diện tích 0,85 km², dân số năm 2019 là 5.309 người, mật độ dân số đạt 6.246 người/km².

## Hành chính
Phường Minh An chia thành 5 khối phố: Châu Trung, Hà Trung, Thanh Nam Đông, Thanh Nam Tây, Xuyên Trung và được chia thành 42 tổ dân phố.

## Văn hóa
Toàn bộ khu phố cổ Hội An, di sản thế giới, nằm trọn trong phường Minh An.